# Luis Henrique
Luis Henrique Barbosa de Oliveira (ur. 21 sierpnia 1993 w Rio De Janeiro) – brazylijski zawodnik mieszanych sztuk walki (MMA) wagi ciężkiej. Były pretendent do pasa mistrzowskiego KSW oraz były zawodnik UFC.

## Przeszłość sportowa
Henrique mając 6 lat zaczął trenować judo. Po sześciu następnych latach wciągnęło go brazylijskie jiu-jitsu, w którym zdobył brązowy pas. Sukcesy zaczął odnosić także w muay thai m.in. jasnoniebieski pas w tej formule. Trenował także boks oraz zapasy, by ostatecznie przejść do mieszanych sztuk walki.

## Kariera MMA

### Wczesna kariera
Pierwszą amatorską walkę MMA stoczył gdy miał zaledwie 16 lat, by dwa lata później zadebiutować zawodowo. Zawodową karierę w MMA rozpoczął w listopadzie 2011 roku. Przez pierwsze trzy i pół roku swojej kariery startował wyłącznie w swoim kraju, przeważnie walczył na galach organizacji Watch Out Combat Show.

### UFC
19 grudnia 2015 zadebiutował w największej organizacji MMA na świecie – Ultimate Fighting Championship, podczas gali UFC on Fox: dos Anjos vs. Cerrone 2, przeciwko Francisowi Ngannou. Przegrał walkę przez nokaut w drugiej rundzie.
W drugiej walce dla UFC, którą stoczył 23 lipca 2016 na UFC on Fox 20 zmierzył się z debiutującym w UFC – Dmitrijm Smoliakowem. Wygrał walkę przez poddanie w drugiej rundzie. 
19 listopada 2016 na UFC Fight Night: Bader vs. Nogueira 2 zmierzył się z Christianem Colombo. Wygrał walkę poddając rywala w trzeciej rundzie.
5 marca 2017 na gali UFC 209 został znokautowany przez TKO w trzeciej rundzie przez Marcina Tyburę.
9 września 2017 podczas gali UFC 215 uległ niepokonanemu Arjanowi Bhullaremowi jednogłośnie na punkty po trzech rundach. 
22 września 2018 na UFC Fight Night 137 przegrał ponownie jednogłośnie, tym razem z Ryanem Spannaem. 24 listopada 2018 po dwóch porażkach z rzędu został zwolniony przez największą organizację MMA na świecie.

### KSW
18 maja 2019 zadebiutował w największej polskiej federacji – Konfrontacji Sztuk Walki, w pojedynku z Michałem Andryszakiem na gali KSW 49. Pojedynek wygrał przez techniczne poddanie duszeniem gilotynowym.
14 września 2019 podczas gali KSW 50 zastąpił kontuzjowanego Damiana Grabowskiego w walce o pas mistrzowski. Przegrał niejednogłośną decyzją sędziów z mistrzem Philem De Friesem.

### Kariera od 2020
17 października 2020 powrócił do federacji Watch Out Combat Show na pojedynek z João Paulo dos Santosem. Podczas gali WOCS 55 zwyciężył po 22 sekundach, poddając rywala duszeniem gilotynowym.
27 listopada 2020 rywalem Henrique na gali Horus Fight Combat 1 miał zostać Otavio Lacerda, jednak pojedynek został anulowany.
17 kwietnia 2021 zawalczył po raz pierwszy na terenie Rosji, przegrywając w piątej rundzie z Aleksandrem Masłowem, po niejednogłośnej decyzji sędziowskiej.
6 maja 2022 na gali RCC 11 w rosyjskim Jekaterynburgu przegrał jednogłośną decyzją sędziowską z kick-bokserskim mistrzem FEA Kickboxing w wadze ciężkiej (+95 kg) – Kirillem Korniłowem.
26 czerwca 2022 w Paryżu podczas gali Ares FC 7 przegrał z Slimem Trabelsim.
W 2023 roku na galach w Brazylii stoczył 3 wygrane walki ze swoimi rodakami. Henrique wygrywał kolejno przez techniczny nokaut, jednogłośną decyzję i poddanie.
Podczas wydarzenia LFA 204, które odbyło się 22 marca 2025 poddał kimurą w drugiej rundzie Amerykanina, Justina Sumtera.

## Lista zawodowych walk w MMA
| Wynik     | Bilans   | Przeciwnik (bilans przed walką) | Rozstrzygnięcie                           | Runda | Czas | Rozgrywki                                     | Data       | Miejsce        | Uwagi                                             |
| --------- | -------- | ------------------------------- | ----------------------------------------- | ----- | ---- | --------------------------------------------- | ---------- | -------------- | ------------------------------------------------- |
| Wygrana   | 17-9 (1) | Justin Sumter (11-5)            | Poddanie (kimura)                         | 2     | 4:45 | LFA 204                                       | 22.03.2025 | Ledyard        | Powrót do wagi półciężkiej.                       |
| Wygrana   | 16-9 (1) | Luis Oliveira (4-4)             | Poddanie (duszenie trójkątne rękoma)      | 1     | 2:44 | The Conqueror Fight 2                         | 23.12.2023 | Angra dos Reis | Co-Main Event                                     |
| Wygrana   | 15-9 (1) | Alison Vicente (27-22)          | Decyzja (jednogłośna)                     | 3     | 5:00 | Federação Fight 16: Gurgel Beach Club Edition | 02.09.2023 | Lagoa Santa    | Main Event                                        |
| Wygrana   | 14-9 (1) | Davi Lucas (1-15)               | TKO (ciosy pięściami)                     | 1     | 0:50 | Lion Fight                                    | 17.06.2023 | Rio de Janeiro | Main Event                                        |
| Przegrana | 13-9 (1) | Slim Trabelsi (3-0)             | Decyzja (jednogłośna)                     | 3     | 5:00 | Ares FC 7                                     | 25.06.2022 | Paryż          | Debiut w Ares FC.                                 |
| Przegrana | 13-8 (1) | Kirill Korniłow (12-0-1)        | Decyzja (jednogłośna)                     | 3     | 5:00 | RCC 11                                        | 06.05.2022 | Jekaterynburg  |                                                   |
| Przegrana | 13-7 (1) | Aleksandr Masłow (6-1)          | Decyzja (niejednogłośna)                  | 5     | 5:00 | Open Fighting Championship 3                  | 17.04.2021 | Petersburg     | Main Event                                        |
| Wygrana   | 13-6 (1) | João Paulo dos Santos (6-7)     | Poddanie (duszenie gilotynowe)            | 1     | 1:02 | WOCS 55                                       | 17.10.2020 | Rio de Janeiro | Main Event. Limit umowny -100 kg.                 |
| Przegrana | 12-6 (1) | Phil De Fries (17-6)            | Decyzja (niejednogłośna)                  | 5     | 5:00 | KSW 50: London                                | 14.09.2019 | Londyn         | Pojedynek o pas mistrzowski KSW w wadze ciężkiej. |
| Wygrana   | 12-5 (1) | Michał Andryszak (20-7)         | Techniczne poddanie (duszenie gilotynowe) | 2     | 4:52 | KSW 49: Soldić vs. Kaszubowski                | 18.05.2019 | Gdańsk/Sopot   |                                                   |
| Wygrana   | 11-5 (1) | Rodolfo Oliveira (1-1)          | Poddanie (duszenie gilotynowe)            | 1     | 1:59 | WOCS 53                                       | 24.11.2018 | Rio de Janeiro | Powrót do wagi ciężkiej.                          |
| Przegrana | 10-5 (1) | Ryan Spann (14-5)               | Decyzja (jednogłośna)                     | 3     | 5:00 | UFC Fight Night: Santos vs. Anders            | 22.09.2018 | São Paulo      | Pojedynek w wadze półciężkiej.                    |
| Przegrana | 10-4 (1) | Arjan Bhullar (6-0)             | Decyzja (jednogłośna)                     | 3     | 5:00 | UFC 215                                       | 09.09.2017 | Edmonton       |                                                   |
| Przegrana | 10-3 (1) | Marcin Tybura (14-2)            | TKO (ciosy pięściami w parterze)          | 3     | 3:46 | UFC 209                                       | 04.03.2017 | Las Vegas      |                                                   |
| Wygrana   | 10-2 (1) | Christian Colombo (8-1-1)       | Poddanie (duszenie gilotynowe)            | 3     | 2:12 | UFC Fight Night: Bader vs. Nogueira 2         | 19.11.2016 | São Paulo      |                                                   |
| Wygrana   | 9-2 (1)  | Dmitrij Smolijakow (8-0)        | Poddanie (duszenie zza pleców)            | 2     | 3:58 | UFC on Fox: Holm vs. Shevchenko               | 23.07.2016 | Chicago        |                                                   |
| Przegrana | 8-2 (1)  | Francis Ngannou (5-1)           | KO (lewy podbródkowy)                     | 2     | 2:53 | UFC on Fox: dos Anjos vs. Cerrone 2           | 19.12.2015 | Orlando        | Debiut w UFC. Powrót do wagi ciężkiej.            |
| Wygrana   | 8-1 (1)  | Heitor Eschiavo (0-1)           | Poddanie (americana)                      | 2     | 1:35 | WOCS 41                                       | 18.07.2015 | Rio de Janeiro |                                                   |
| Wygrana   | 7-1 (1)  | Armando Sixel (7-4)             | Decyzja (jednogłośna)                     | 3     | 5:00 | WOCS 40                                       | 13.12.2014 | Rio de Janeiro |                                                   |
| Wygrana   | 6-1 (1)  | João Paulo Santos (5-3)         | Poddanie (duszenie zza pleców)            | 1     | 1:46 | WOCS 38                                       | 18.10.2014 | Ubá            |                                                   |
| Wygrana   | 5-1 (1)  | Danilo Souza (0-5-1)            | Decyzja (jednogłośna)                     | 3     | 5:00 | WOCS 35                                       | 14.06.2014 | Rio de Janeiro |                                                   |
| Wygrana   | 4-1 (1)  | Ney Duarte (1-0)                | TKO (ciosy pięściami)                     | 2     | N/A  | WOCS 22                                       | 09.11.2012 | Rio de Janeiro |                                                   |
| Wygrana   | 3-1 (1)  | Túlio Marcos (0-0)              | TKO (ciosy pięściami)                     | 1     | 1:16 | Brasil Fight 6: Brasil vs. USA                | 21.09.2012 | Rio de Janeiro | Powrót do wagi półciężkiej.                       |
| Nieodbyta | 2-1 (1)  | Jollyson Francino (2-0)         | No contest (nielegalne uderzenie w głowę) | 2     | 4:19 | Shooto Brazil 32                              | 14.07.2012 | Rio de Janeiro | Walka w wadze ciężkiej.                           |
| Przegrana | 2-1      | Sułtan Aliew (4-0)              | TKO (ciosy pięściami)                     | 2     | 2:30 | Revolution FC 1: Bejrut                       | 09.03.2012 | Bejrut         |                                                   |
| Wygrana   | 2-0      | Luis Mauricio (1-0)             | TKO (ciosy pięściami)                     | 1     | 4:29 | Walki Showtime 2                              | 03.12.2011 | Rio de Janeiro |                                                   |
| Wygrana   | 1-0      | Jorge Evangelista (0-0)         | Decyzja (jednogłośna)                     | 3     | 5:00 | WOCS 16                                       | 05.11.2011 | Rio de Janeiro | Debiut w zawodowym MMA w wadze półciężkiej.       |